# Halecium laeve
Halecium laeve är en nässeldjursart som beskrevs av Paul Torben Lassenius Kramp 1932. Halecium laeve ingår i släktet Halecium och familjen Haleciidae.
Artens utbredningsområde är Norra Ishavet. Inga underarter finns listade i Catalogue of Life.